# Istanbul Challenger 2003
L'Istanbul Challenger 2003 è stato un torneo di tennis facente parte della categoria ATP Challenger Series nell'ambito dell'ATP Challenger Series 2003. Il torneo si è giocato a Istanbul in Turchia dal 2 al 7 settembre 2003 su campi in cemento.

## Vincitori

### Singolare
Robin Söderling ha battuto in finale  Michel Kratochvil con il punteggio di 7–6(4), 6–2.

### Doppio
Jonathan Erlich /  Andy Ram hanno battuto in finale  Amir Hadad /  Harel Levy con il punteggio di 7–6(5), 7–6(6).